# Ленарт Јохансон
Ленарт Јохансон (швед. Lennart Johansson; Стокхолм, 5. новембар 1929  — Стокхолм, 4. јун 2019) био је председник УЕФА од 19. априла 1990. до 26. јануара 2007. године. Такође је био потпредседник ФИФА.
Ленарт Јохансон је Швеђанин, а живео је у Стокхолму. Говорио је шведски, енглески и немачки језик.